# Charles Vidal
Charles Vidal est un footballeur français né le 13 octobre 1933 à Boujan-sur-Libron (Hérault) et mort le 31 octobre 1995 à Béziers. Il évoluait au poste de milieu offensif.

## Palmarès
- Champion de France de Division 2 en 1960 avec le FC Grenoble.